# Santa Gertrudis, Zempoala
Santa Gertrudis är en ort i Mexiko.   Den ligger i kommunen Zempoala och delstaten Hidalgo, i den sydöstra delen av landet, 80 km nordost om huvudstaden Mexico City. Santa Gertrudis ligger 2 558 meter över havet och antalet invånare är 294.
Terrängen runt Santa Gertrudis är kuperad åt sydost, men åt nordväst är den platt. Terrängen runt Santa Gertrudis sluttar västerut. Runt Santa Gertrudis är det ganska tätbefolkat, med 90 invånare per kvadratkilometer. Närmaste större samhälle är Ciudad Sahagun, 14,8 km söder om Santa Gertrudis. Trakten runt Santa Gertrudis består till största delen av jordbruksmark.